# Pegomya atricauda
Pegomya atricauda este o specie de muște din genul Pegomya, familia Anthomyiidae. A fost descrisă pentru prima dată de Ringdahl în anul 1944. Conform Catalogue of Life specia Pegomya atricauda nu are subspecii cunoscute.